# 德國新浪潮
德國新浪潮（德語：Neuer Deutscher Film，也稱為Junger Deutscher Film）又稱德國新電影，是影評人對於1960年代末至1980年代的一些德國導演與他們的電影作品所給予的稱呼，他們主要受到法國新浪潮的影響。德國新浪潮的主要代表人物包括韋納·荷索、沃克·施隆多夫、溫韋德斯、寧那·華納·法斯賓德、玛加蕾特·冯·特罗塔、漢斯·于爾根·西貝爾貝格等人。与纯粹的娱乐电影不同的是，这些电影人将对社会与政治的批评视为电影的核心。作为导演主创电影，这些电影通常独立于大制作公司。

## 歷史
新德国电影运动开始后的前三年，由于资金短缺，只拍摄了一部影片，而且成绩平平。1965年2月成立了“德国青年电影董事会”，并且得到了联邦内政部的资金支持，该组织成立后的三年间共资助了20部故事片，其中有亚历山大·克鲁格的《向昨天告别》（1966）、埃德加·赖茨的《进餐》（1967）、约翰内斯·沙夫的《纹身》（1967）、弗拉多·克里斯特尔的《信》、（1966）和维尔纳·赫尔措格的《生适的标志》（1967）等影片。这些影片曾于1966年和1967年在各个电影节上放映，使联邦德国的电影重新开始加入国际交流，重新奠定了德国电影艺术的声誉。这一时期的电影被称为“青年德国电影”。

## 外部連結
- Criterion Collection （页面存档备份，存于）

1. ↑  王宜文. . 北京: 北京师范大学出版社. 2004-11: 99. ISBN 9787303048120.